# 肋骨

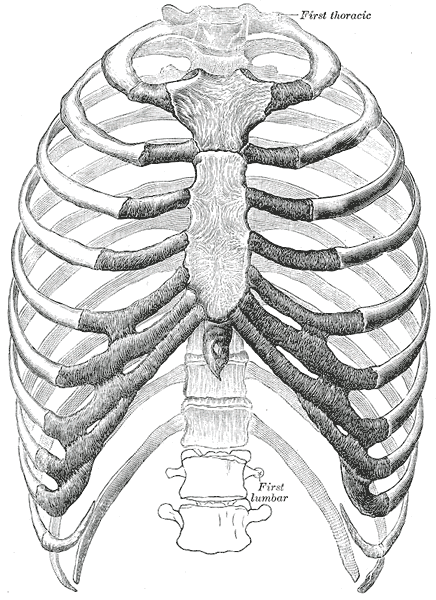
人的肋骨，12對

肋骨是胸廓中的枝状骨，呈细长呈弓形的扁骨，在背部与相应的胸椎相连，由后上方向前下方倾斜，在人体有12对。动物的头侧肋骨藉由肋软骨与胸骨相连，尾侧肋骨一般不与胸骨相连。肋则包括肋骨（ribs）和肋软骨（costal cartilages）。
在解剖学中，胁（flank）或脇，又称胁腹，是肋廓以下髂骨以上的侧面腹部。但在中国古代汉语，将胸部两侧从腋下到肋骨尽处的部分称作脇，且将“胁肋”与“胁”、“脇”等同于肋骨。
肋骨的拉丁语是 costa（复数 costae，形容词 costalis），其也为多义词，原义是“侧”（side）、“边”（edge），

## 结构

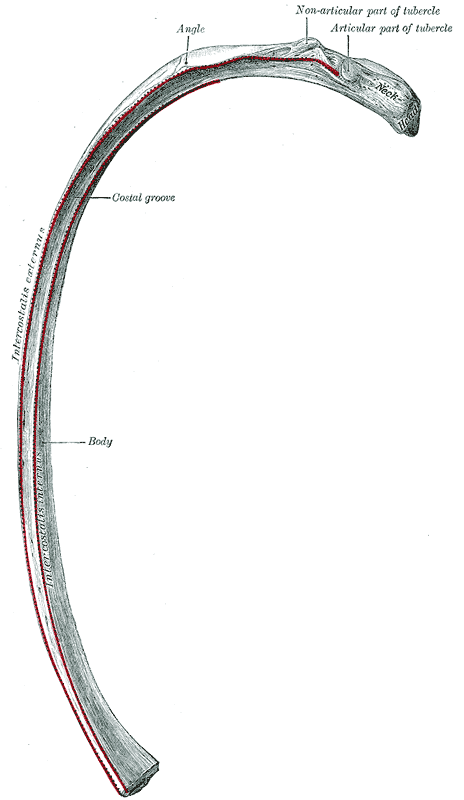
人的肋骨，仰视

每条肋由肋骨（Os costale）和肋软骨（Cartilago costalis，又稱軟肋）组成。两条肋骨之间的间隙被称为肋间隙（Spatium intercostale）。间隙有肋间外肌和肋间内肌。
肋与脊柱通过关节相连。每条肋和上下相接的两椎骨接触。第一肋位于最后一节颈椎和第一胸椎之间。肋与椎骨相接处为肋头（Caput costae），关节面被称为肋头关节面（Facies articularis capitis costae）。肋头后变细，被称为肋颈（Collum costae）。肋颈处有肋结节（Tuberculum costae），其上的关节面被称为肋骨结节关节面（Facies articularis tuberculi costae），与同数的胸椎形成关节。
朝胸骨方向行走的部分被称为肋骨体（Corpus costae）。内侧有一沟，肋沟（Sulcus costae），肋间神经和血管行于其中。肋骨体通过肋软骨（Cartilago costae）与胸骨相连。
肋骨常见的畸变有叉状肋骨、融合肋骨。

## 分类和数目
肋骨的数量与动物的胸椎数相当。人有12对肋，上部的1到7肋骨通过肋软骨直接与胸骨（Sternum）相连。这些肋骨被称做真肋。往下的8到10肋骨形成肋弓（Arcus costalis），被称为假肋。最后的11和12一端游离于腹腔壁，被称为浮肋。
中國古代有骈胁的記載。骈胁又名骈肋，是指胁（肋）骨紧密相连如一整体。晉文公姬重耳跟张仪都是骈胁。
狗，猫，牛，山羊和绵羊通常有13对肋。而猪则有14到15（甚至16）对肋，而马则有18对肋。
关于人的肋骨另一个有趣的数据，第1到3根肋骨断裂前能承受大约180KG的重量，第4根到第9根相对脆弱些。

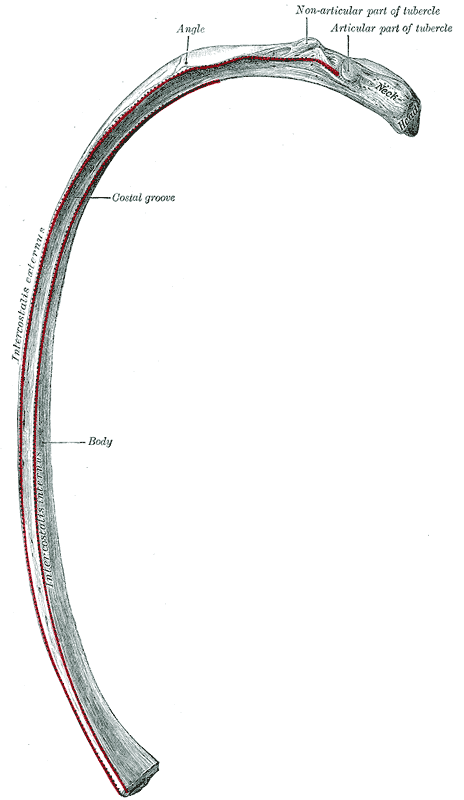
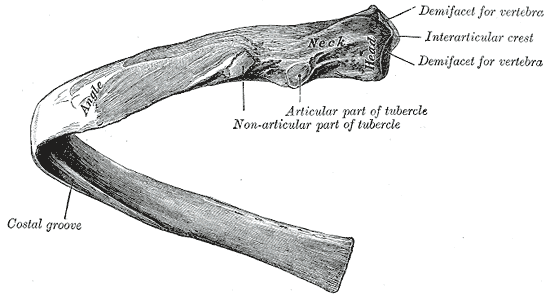
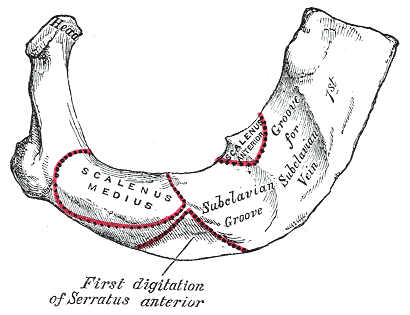
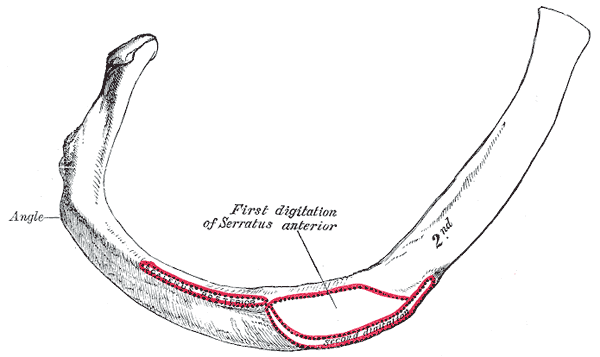
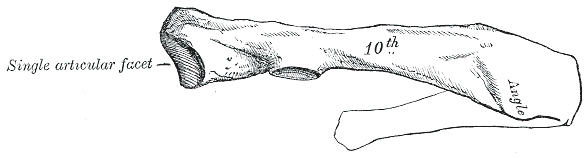
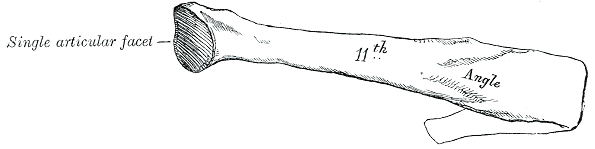
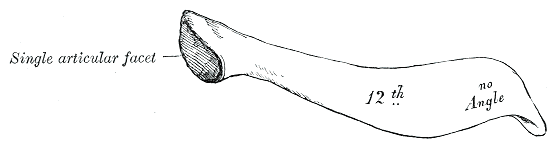

## 外部連結
- 解剖學（Anatomy）-骨頭-Ribs (肋骨) （页面存档备份，存于）